# Peter Klemm (Basketballspieler)
Peter Klemm (* 7. Dezember 1985) ist ein ehemaliger österreichischer Basketballspieler.

## Werdegang
Klemm spielte in der Saison 2003/04 für die zweite Mannschaft des FC Bayern München in der 2. Regionalliga, sowie ab 2004 für den SV 03 Tübingen in der Regionalliga. Die Mannschaft diente als Reserve und Nachwuchsfördertruppe des Bundesliga-Aufgebot der Walter Tigers Tübingen. Der 1,97 Meter große Flügelspieler kam in den Spieljahren 2005/06 und 2006/07 auf insgesamt drei Bundesliga-Einsätze in Tübingens Profimannschaft.
2007 wechselte er zu den Kirchheim Knights in die 2. Bundesliga ProB und wurde dort Mannschaftskamerad seines Bruders Thomas Klemm. Mit Kirchheim gelang 2008 der Aufstieg in die 2. Bundesliga ProA, Peter Klemm war im Spieljahr 2008/09 ebenfalls Mitglied des Kirchheimer Aufgebots in der zweithöchsten deutschen Liga. Anschließend spielte Klemm von 2009 bis 2013 wieder für Tübingens zweite Mannschaft in der Regionalliga.